# Mu Velorum
Mu Velorum is een dubbelster in het sterrenbeeld Zeilen. De ster is niet te zien vanuit de Benelux. Het dubbelsysteem bestaat uit één reuzenster (Mu Velorum A) en één hoofdreeksster (Mu Velorum B).